# Северный интерфейс

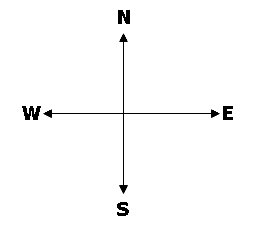
Рис. 1. Определения направления интерфейса по «сторонам света»

Северный интерфейс (англ. Northbound interface, сокр. NBI) — в программировании это программный интерфейс, с помощью которого приложение представляет низкоуровневые детали вышестоящему в архитектуре системы приложению. Северный интерфейс обычно рисуют наверху архитектурной схемы.
Южный интерфейс (англ. Southbound interface, сокр. SBI) — в программировании это программный интерфейс, с помощью которого приложение обращается к нижестоящему в архитектуре системы, приложению. Разделяет общее представление на технические детали, в основном характерные для одного компонента архитектуры. «Южные» интерфейсы рисуют внизу архитектурной схемы.
Северные интерфейсы обычно обращаются к южным интерфейсам компонентов более высокого уровня и наоборот.

## Использование в системах управления сетью

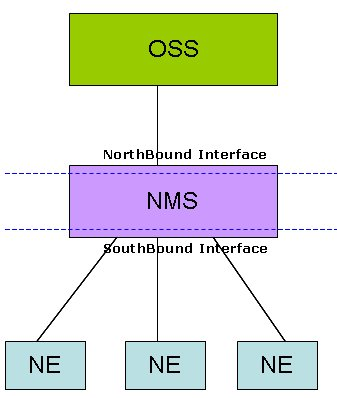
Рис. 2. Северный и южный интерфейс в системе управления телекоммуникационной сетью

Например для EMS, нижний уровень это NE (сетевой элемент) и верхний это NMS. Аналогично для NMS, нижний уровень это EMS и верхний это OSS. Согласно модели уровней TMN, иерархия уровней управления сетью снизу вверх выглядит так:
Сетевой элемент -> Управление элементом -> Уровень управления сетью -> Управление сервисом -> Бизнес управление
Поясним ещё на одном примере. Интерфейс NMS применяемый, чтобы общаться с сетевыми элементами (при помощи EMS) рассматривается как южный интерфейс, в то время как NMS интерфейс направленный на систему поддержки эксплуатации (OSS) рассматривается как северный интерфейс. Схема на Рис. 2 изображает это очень ясно.

## Использование в других областях
Эти термины являются общими и одинаково используются во всех слоях компьютерных приложений, то есть независимо от того, что компьютерная система состоит из аппаратной части, визуального интерфейса , связующего ПО и т. д.

## Использование в системах управления сетью
«Северный» интерфейс используется, как правило, только для вывода (в отличие от того, который принимает пользовательский ввод), применяется в сети операторского класса и в элементах телекоммуникационной сети. Обычно используемые языки и протоколы включают SNMP и TL1.
Например, устройство, которое может отправлять в системный журнал сообщения, но не настраивается пользователем, реализует «северный» интерфейс. Другие примеры включают SMASH, IPMI, WSMAN и т. д.

## Примеры использования северного и южного интерфейса

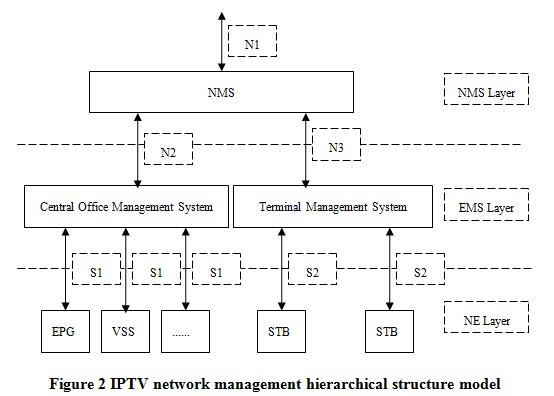
Рис. 3. Пример архитектурной схемы с северными и южными интерфейсами

На схеме справа (Рис. 3) приведен пример архитектурной схемы с северными и южными интерфейсами.
| Обозначение | Описание                                                      |
| ----------- | ------------------------------------------------------------- |
| N1          | северный интерфейс 1, к OSS/BSS системе (через TL1 или CORBA) |
| N2          | северный интерфейс 2, внутренний интерфейс между NMS и EMS    |
| N3          | северный интерфейс 3, внутренний интерфейс между NMS и EMS    |
| S1          | южный интерфейс 1, локальный/удаленный интерфейс (через SNMP) |
| S2          | южный интерфейс 2, удаленный интерфейс (через CWMP)           |

## Схема определения направления интерфейса
В центре схемы (Рис. 1) расположена система, название интерфейсов определяется по компасу и соответствуют названиям сторон света.
Если система передает данные в систему верхнего уровня — север, нижнего — юг.